# Gmina Kościoła Jezusa Chrystusa Świętych w Dniach Ostatnich w Krakowie
Gmina Kościoła Jezusa Chrystusa Świętych w Dniach Ostatnich w Krakowie – gmina mormońska działająca w Krakowie, należąca do polskiego katowickiego dystryktu Kościoła Jezusa Chrystusa Świętych w Dniach Ostatnich.
Siedziba gminy mieści się przy ul. Prądnickiej 4. Raz w tygodniu, w niedzielę, odbywają się dwa nabożeństwa: spotkanie sakramentalne oraz szkoła niedzielna.